# Marche pour la vie

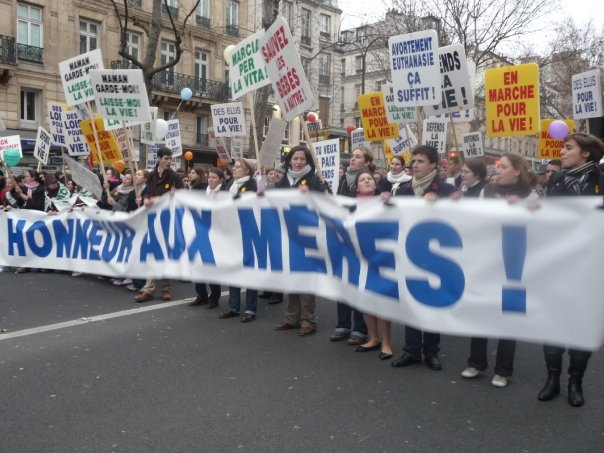
March puor la vie 25 stycznia 2009

Marche pour la vie (pol.: Marsz dla życia) – coroczna manifestacja tzw. ruchów pro-life przeciwko aborcji odbywająca się w Paryżu. Organizowana jest w okolicy rocznicy ustanowienia dopuszczalność aborcji na życzenie we Francji. Marsz został zorganizowany po raz pierwszy w 2005 r. przez kilka niezależnych, francuskich organizacji antyaborcyjnych (min. Laissez-les-vivre).
Przez kilka lat Marsz stał się jednym z największych tego typu wydarzeń w Europie. W 2000 r. w Marszu uczestniczyło 15 tys. osób, zaś w 2010 ok. 25 tys. W manifestacji uczestniczą delegacje z krajów Europy.